# Кайракты (Карагандинская область)
Кайракты (каз. Қайрақты) — село в Шетском районе Карагандинской области Казахстана. Входит в состав Аксу-Аюлинского сельского округа. Находится примерно в 49 км к юго-западу от районного центра, села Аксу-Аюлы. Код КАТО — 356430500.

## Население
В 1999 году население села составляло 220 человек (109 мужчин и 111 женщин). По данным переписи 2009 года в селе проживали 142 человека (72 мужчины и 70 женщин).

## Экономика
В окрестностях села расположен Кайрактинский горно-металлургический комбинат.